# Костер, Адри
Адри Костер (нидерл. Adrie Koster; род. 18 ноября 1954, Зирикзе, Зеландия) — нидерландский футболист и тренер.

## Карьера футболиста
Костер выступал за «Роду» и ПСВ. Последний матч в Эредивизи провёл 2 октября 1982 года. В сезоне 1983/84 завершил карьеру футболиста.
Дебют за национальную сборную Нидерландов состоялся 20 сентября 1978 года в товарищеском матче против сборной Исландии (3:0). Всего Костер провёл за сборную 3 матча.

## Карьера тренера
Карьеру начал как помощник главного тренера клуба «Эйндховен». В 1986 году стал помощником Пита Де Виссера в клубе «Виллем II». Сезон 1990/91 провёл в качестве главного тренера клуба из Тилбурга. В 1991 году возглавил клуб «Рода». В 1992 году довёл команду до финала национального кубка, где клуб из Керкраде проиграл «Фейеноорду» со счётом 0:3. После этого тренировал клубы Первого дивизиона Нидерландовː «Хелмонд Спорт», «Осс», «Эксельсиор» (Роттердам) и «ВВВ-Венло». В 2005 году был назначен главным тренером клуба «Валвейк», который выступал в Эредивизи. В сезоне 2006/07 команда заняла 17 место и впервые за 19 лет выбыла в Первый дивизион, а Костер был уволен. 9 апреля 2007 года был назначен главным тренером юношеской команды амстердамского «Аякса». 9 октября того же года после ухода Хенка тен Кате в «Челси» Костер был назначен временным главным тренером основной команды «аяксидов». В 2008 году покинул пост и возглавил дубль амстердамского клуба — «Йонг Аякс». 7 апреля 2009 года Адри стал главным тренером бельгийского клуба «Брюгге». 30 октября 2011 года был уволен. В июне 2012 года подписал двухлетний контракт с «Беерсхотом», но в ноябре того же года был уволен. В 2014 году был назначен главным тренером молодёжной сборной Нидерландов. 23 октября после серии из 4 поражений подряд Костер подал в отставку.

## Статистика

### Матчи Костера за сборную Нидерландов
| Матчи Костера за сборную Нидерландов | Матчи Костера за сборную Нидерландов | Матчи Костера за сборную Нидерландов | Матчи Костера за сборную Нидерландов | Матчи Костера за сборную Нидерландов | Матчи Костера за сборную Нидерландов |
| ------------------------------------ | ------------------------------------ | ------------------------------------ | ------------------------------------ | ------------------------------------ | ------------------------------------ |
| №                                    | Дата                                 | Соперник                             | Счёт                                 | Голы Костера                         | Соревнование                         |
| 1                                    | 20 сентября 1978                     | Исландия                             | 3:0                                  | —                                    | Чемпионат Европы 1980 (отбор)        |
| 2                                    | 15 ноября 1978                       | ГДР                                  | 3:0                                  | —                                    | Чемпионат Европы 1980 (отбор)        |
| 3                                    | 20 декабря 1978                      | ФРГ                                  | 1:3                                  | —                                    | Товарищеский матч                    |

Итого: 3 матча / 0 голов; 2 победы, 0 ничьих, 1 поражение.